# Slovinci
Slovinci is een plaats in de gemeente Sunja in de Kroatische provincie Sisak-Moslavina. De plaats telt 206 inwoners (2001).